# Presa austriacista de Mallorca
La presa austriacista de Mallorca va ser un episodi de la Guerra de Successió Espanyola que va tenir lloc el 27 de setembre de 1706 quan el Gran i General Consell del regne de Mallorca va decidir rendir-se davant la presència al port de Palma d'una flota angloholandesa de la Gran Aliança que recolzava a Carles III en les seves pretensions d'ocupar el tron de la Monarquia Hispànica, enfront del borbó Felip V, que havia estat designat com a successor per l'últim rei de la Casa d'Àustria, Carles II, un mes abans de la seva mort. Amb l'alineament del regne de Mallorca a favor de la causa austriacista —encara que Menorca no seria presa fins a dos anys després— tots els estats de la Corona d'Aragó s'havien decantat per l'Arxiduc, mentre la Corona de Castella recolzava a Felip V, com ho havia demostrat la fracassada primera entrada a Madrid de l'Arxiduc Carles, que havia tingut lloc tres mesos abans.

## La capitulació d'Eivissa i de Mallorca
El projecte de prendre les Illes Balears es va idear al mateix temps que es planejava l'ofensiva austracista sobre Madrid. L'objectiu era aconseguir per a la flota de guerra aliada —integrada per vaixells anglesos i holandesos— una base segura i un centre d'aprovisionament per a les seves operacions navals en el Mediterrani.
A les tres Illes Balears existia un partit austriacista que mantenia contactes amb els austriacistes catalans a través de Joan Antoni de Boixadors, comte de Savellà, l'esposa del qual estava emparentada amb destacats nobles mallorquins. Per això, l'Arxiduc Carles es va posar al capdavant de l'expedició i quan va ser ocupat el regne de Mallorca exerciria el càrrec de governador en el seu nom.
L'esquadra aliada formada per uns 35 vaixells, en la seva majoria anglesos, dirigida per John Leake i  Jan Gerrit van Wassenaer primer es va dirigir a Eivissa, que va capitular el 19 de setembre de 1706 només albirar la flota. Immediatament el Consell d'Eivissa va reconéixer Carles III com a rei i va jurar obediència al comte de Savellà. Sis dies després, la flota es va presentar en el port de Palma i el dia 26 esclatava un motí popular austriacista, sota la direcció de Salvador Trullols i Olesa, durant el qual algunes cases i tendes de francesos i d'alguns assenyalats filipistes van ser saquejades, la qual cosa va dificultar la resistència del virrei de Mallorca, el comte de l'Alcúdia, que comptava amb pocs efectius per a la defensa de l'illa. En el transcurs de l'avalot morí el filipista i capità de cavalls de la companyia nova, Gabriel de Berga i Santacília. Així, el dia 27 de setembre, el Gran i General Consell va decidir capitular.
Després de desembarcar, el comte de Savellà va reunir el Consell, al qual va assistir la representació al complet dels artesans i dels pagesos, però no així la dels altres estaments, dels quals només van assistir la meitat dels seus representants, "la qual cosa resulta indicatiu dels suports polítics amb què va comptar Carles III", segons Joaquim Albareda. En aquesta sessió del Consell es van aprovar les capitulacions, entre les quals figurava la confirmació de «tots els privilegis, pragmàtiques, franqueses» concedits a la Ciutat i al Regne en temps de Carles II, però no els «concedits pels sereníssims reis passats», tal com va reclamar el Consell al comte Savellà.
Després d'aquesta reunió del Consell, l'Arxiduc va ser proclamat el 4 d'octubre com a rei de Mallorca amb el nom de Carles III, actuant com plenipotenciari seu el comte de Savellà —que al desembre seria nomenat virrei i capità general del regne de Mallorca. El 6 d'octubre van embarcar cap a Almeria el comte d'Alcúdia i altres destacats filipistes, com el bisbe Francesc de la Portilla i el jurista de l'Audiència, Francesc Ametller.

## La insurrecció austriacista de Menorca i la reconquesta borbònica
La nit de l'11 d'octubre va tenir lloc una insurrecció austriacista iniciada a Ciutadella que prengué el control de tota Menorca. Joan Miquel Saura va ser nomenat governador pel comte de Savellà, qui va jurar els privilegis de l'illa en nom de Carles III. Però el domini austriacista va durar només tres mesos, perquè quan la flota aliada va abandonar les Illes Balears, es va presentar una flota francesa a Maó i va recuperar l'illa per als borbònics l'1 de gener de 1707. La repressió contra els austriacistes va ser molt dura i es va convertir en una onada de terror quan al febrer va ser descoberta una nova conspiració a favor de Carles III l'Arxiduc. Trenta-tres persones van ser executades. El novembre de 1707, el governador borbònic, el castellà Diego Leonardo Dávila, "va suprimir els privilegis de l'illa, va restringir el sistema de representació i va ordenar que els jurats majors de les viles [equivalents als jurats del Regne de València] fossin nomenats pel rei.